# Arngolt Bekker
Arngolt Bekker (* 18. Juli 1935 in Jewlach, Aserbaidschan; † 10. April 2013 in Bremen) war ein russisch-deutscher Ingenieur und Unternehmer, Gründer der Stroytransgaz und der Bard Holding.
Bekker stammt aus der deutschsprachigen Minderheit der Sowjetunion. Seine Eltern wurden wie andere Russlanddeutsche 1941 nach Kasachstan deportiert, wo er aufwuchs. Bekker war studierter Ingenieur. Er war in der Sowjetunion von 1964 bis 1985 in leitenden Funktionen in der staatlichen Gasindustrie (Ministerium für Gasindustrie) tätig.
Mit der Auflösung der Sowjetunion gründete er 1990 Stroytransgaz S.A. in Moskau, die Gaspipelines (unter anderem die 1260 km lange Blue-Stream-Gaspipeline von der Region Stawropol in die Türkei, aber auch Pipelines in Algerien und von Bulgarien nach Griechenland), Verdichteranlagen und Gasspeicher bauten und in der Erschließung von Gasfeldern aktiv waren. Bis 2002 war er Präsident der Firma, die in diesem Jahr einen Umsatz von 1,5 Milliarden Dollar machte und 22.000 Mitarbeiter und Niederlassungen in 14 Ländern hatte. Das Unternehmen ist eng mit Gazprom verbunden – wichtige Gazprom-Manager und deren Familien sind Hauptaktionäre und die Firma hatte praktisch eine Monopolstellung für Bauaufträge von Gazprom.
1999 bis 2001 war er im Aufsichtsrat von Gazprom. Nach einem Führungswechsel bei Gazprom 2001 verkaufte Bekker die von ihm gehaltenen Anteile an Stroytransgaz 2003, vermutlich unter Druck der politischen Führung. Nach einer Schätzung von Forbes Magazine belief sich das Vermögen von Bekker (der geschätzt um die 20 % an Stroytransgaz gehalten hatte) 2004 auf 340 Millionen Dollar.
2003 kam er nach Bremen, nachdem er einen Ausreiseantrag gestellt hatte, und wurde deutscher Staatsbürger. Da er sich nach eigenen Worten nach der Übersiedlung und dem Verkauf seiner Anteile langweilte und das Potential der Windenergie in Deutschland erkannte, wandte er sich neuen Geschäftsfeldern zu. In Bremen baute er ab 2003 das Unternehmen für Offshore-Windenergie Bard auf, wobei sowohl Produktion des Stroms als auch Planung und Konstruktion der Windenergieanlagen in der Firma selbst durchgeführt werden. Dabei kamen Bekker auch eigene Offshore-Erfahrungen beim Pipelinebau mit seiner alten Firma Stroytransgaz zugute, wo die Blue-Stream-Pipeline durch das Schwarze Meer geführt wurde. Bard errichtet ab 2010 den ersten kommerziellen Offshore-Windpark BARD Offshore 1 in der deutschen Ausschließlichen Wirtschaftszone (AWZ) der Nordsee 100 km nordwestlich von Borkum, den ersten einer ganzen Reihe von geplanten Windparks der Firma mit je 80 Windenergieanlagen von je 5 MW elektrischer Leistung in der Nordsee. Dazu setzen sie auch das speziell dafür hergestellte Errichterschiff Wind Lift I ein.
Im Dezember 2010 gab er die Führung des Unternehmens ab, und es wurde über Verkaufsabsichten berichtet. Neben Altersgründen wurden auch Finanzierungsfragen in Bezug auf die nötigen hohen Investitionen im Offshore-Bereich genannt.
Bekker war Mitglied der Akademie der Technologischen Wissenschaften der Russischen Föderation und Ehrendoktor der Russischen Akademie der Wirtschaft.

## Familie
Er war verheiratet und hat vier Kinder. Seine Tochter Natalia Bekker (* 1975; † 2009) war Geschäftsführerin bei der BARD Holding. Das Tenderschiff Natalia Bekker ist nach ihr benannt.

## Quelle
- Interview in BARD-Magazin, Nr. 2, 2007